# Idioma abipón
El idioma abipón era un idioma nativo americano del grupo de lenguas guaicurú de la familia Guaycurú-Charruan que alguna vez fue hablada en Argentina por el pueblo abipón. Se cree que su último hablante murió en el siglo XIX.

## Fonología

### Consonantes
|                   | Biabial | Alveolar                           | Postalveolar/Palatal | Velar | Uvular | Glotal |
| ----------------- | ------- | ---------------------------------- | -------------------- | ----- | ------ | ------ |
| Nasal             | m       | Archivo de audio "n" no encontrado | ɲ                    |       |        |        |
| Oclusiva/Africada | p       | Archivo de audio "t" no encontrado | tʃ                   | k     | q      |        |
| Fricativa         |         |                                    |                      | ɣ     | ʁ      | h      |
| Líquida           | w       | r, l                               | j                    | w     |        |        |

### Vocales
|         | Posterior | Anterior/Central |
| ------- | --------- | ---------------- |
| Cerrada | i         | ɨ                |
| Media   | e̞         | o̞                |
| Abierta | a         | a                |